# Gamma2 de l'Escaire
Gamma² de l'Escaire (γ² Normae) és un estel a la constel·lació de l'Escaire. Al costat de Gamma1 Normae (γ1 Nor) comparteixen la denominació de Bayer Gamma, encara que són estels totalment independents. Gamma² Normae es troba a 128 anys llum de distància de la Terra, mentre que Gamma1 Normae està unes onze vegades més allunyada, a 1440 anys llum. Gamma² Normae, amb magnitud aparent +4,01, és l'estel més brillant de la constel·lació.
Gamma² de l'Escaire és una geganta groga de tipus espectral G8III i 4735 K de temperatura. Brilla amb una lluminositat equivalent a 45 sols, té un diàmetre 10 vegades major que el del Sol i una massa entre 2 i 2,5 vegades la massa solar. La seva edat està compresa entre 600 i 1400 milions d'anys, en funció del que hagi avançat en la seva evolució. La seva velocitat de rotació projectada és de 12 km/s, implicant un període de rotació igual o inferior a 41 dies.
Una estrella de magnitud +10 —catalogada com a companya binària de Gamma² de l'Escaire— sembla no estar unida a ella de forma gravitacional, essent només un estel situat en la mateixa línia de visió. La separació visual entre ambdues estrelles era de 25 segons d'arc l'any 1834 mentre que l'any 1959 havia augmentat a 45 segons d'arc.